# Carlo Crivelli (kardynał)
Carlo Crivelli (ur. 20 maja 1736 w Mediolanie, zm. 19 stycznia 1818 tamże) – włoski kardynał.

## Życiorys
Urodził się 20 maja 1736 roku w Mediolanie, jako syn Stefana Gaetana Crivelliego i Cristofory Marliani. Studiował na La Sapienzy, gdzie uzyskał doktorat utroque iure. Następnie został protonotariuszem apostolskim i referendarzem Trybunału Obojga Sygnatur. 20 sierpnia 1775 roku przyjął święcenia kapłańskie. 11 września został tytularnym arcybiskupem Patras, a dziesięć dni później przyjął sakrę. W latach 1775–1784 był nuncjuszem we Florencji. Za czasów Republiki Rzymskiej został aresztowany przez wojska francuskie i wtrącony do Zamku Świętego Anioła. 23 lutego 1801 roku został kreowany kardynałem in pectore. Jego nominacja na kardynała prezbitera została ogłoszona na konsystorzu 29 marca 1802 roku i nadano mu kościół tytularny Santa Susanna. Zmarł 19 stycznia 1818 roku w Mediolanie.